# کی آرمن
آرمنوهی مانوکیان (ارمنی: Արմենուհի Մանուկյան; انگلیسی: Armenuhi Manoogian) با نام هنری کی آرمن (ارمنی: Քեյ Արմեն; انگلیسی: Kay Armen؛ ۲ نوامبر ۱۹۱۵ – ۳ اکتبر ۲۰۱۱) یک خواننده و بازیگر تلویزیونی ارمنی‌تبار اهل ایالات متحده آمریکا بود.

## زندگی‌نامه
وی در در ۲ نوامبر ۱۹۱۵ در شیکاگو به دنیا آمد  وی پس از بیماری کوتاه‌مدت در ۳ اکتبر ۲۰۱۱ در سن ۹۵ سالگی در نیویورک سیتی درگذشت.